# Flammoconcha
Flammoconcha is een geslacht van weekdieren uit de klasse van de Gastropoda (slakken).

## Soorten
- Flammoconcha compressivoluta (Reeve, 1852)
- Flammoconcha cumberi (Powell, 1941)
- Flammoconcha stewartensis Dell, 1952